# Leon Fleisher
Pour les articles homonymes, voir Fleischer.
Leon Fleisher est un pianiste et chef d'orchestre américain, né le 23 juillet 1928 à San Francisco et mort le 2 août 2020 à Baltimore.

## Biographie
À l'âge de huit ans, Leon Fleisher commence à jouer en public, et à seize ans il se produit en concert avec l'Orchestre philharmonique de New York dirigé par Pierre Monteux, chef auprès de qui il s'initiera à la direction d'orchestre. Il prend des cours avec Artur et Karl Ulrich Schnabel.
Il enregistre une série de disques avec George Szell et l'orchestre de Cleveland. Il perd cependant l'usage de sa main droite à l'âge de 36 ans en raison d'une maladie neurologique, la dystonie focale, ce qui l'amène à développer le répertoire pour la main gauche. En 1995, après divers traitements médicaux notamment par la toxine botulique, il récupère la possibilité d'utiliser partiellement sa main droite.
Il est connu pour ses interprétations des concertos pour piano de Beethoven et de Brahms. Il a dirigé l'orchestre d'Annapolis dans le Maryland.
Enseignant, il a eu plusieurs élèves à l'Institut Peabody de l'Université Johns-Hopkins, à l'Institut Curtis, au Royal Conservatory of Music de Toronto, et à Tanglewood.
Il a compté parmi ses élèves Hélène Grimaud, Jonathan Biss, Yefim Bronfman, Jean-François Latour, Maneli Pirzadeh, Louis Lortie, André Watts, Amy Lin, Daniel Wnukowski et Hiroko Sasaki, entre autres.
Leon Fleisher meurt le 2 août 2020 d'un cancer à Baltimore, à l'âge de 92 ans,.